# Armani
Giorgio Armani S.P.A. este o casă de modă din Italia, care produce, distribuie și vinde bunuri de piele, haute couture, prêt-à-porter,  pantofi, ceasuri, bijuterii, accesorii, ochelari, cosmetice, și interioare pentru case. Aceste produse sunt vândute sub diferite mărci: Giorgio Armani, Armani Collezioni, Emporio Armani, AJ | Armani Jeans, AX | Armani Exchange, Armani Junior și Armani/Casa. Numele Giorgio Armani a devenit sinonim cu moda haute couture în întreaga lume și este considerat unul dintre cele mai prestigioase din industria modei. Până la sfârșitul anului 2005, vânzările estimate ale companiei au fost în jurul valorii de 1.69 miliarde dolari.
Giorgio Armani intenționează, în colaborare cu Emaar Properties să construiască un lanț de hoteluri de lux și stațiuni în mai multe orașe mari, inclusiv Milano, Paris, New York, Londra, Los Angeles, Tokyo, Shanghai, Dubai și Bali. Compania operează deja o serie de cafenele la nivel mondial, în plus față de un bar, restaurant și un club de noapte.
Printre cele mai populare modele se numără italienii Fabio Mancini și Vittorio Soleo